# Ксенін
Ксенін — це пептидний гормон, що секретується хромогранін А-позитивними ентероендокринними клітинами, які називаються К-клітинами, у слизовій оболонці дванадцятипалої кишки та шлунка верхніх відділів кишечника. Пептид був виявлений у людей, собак, свиней, щурів та кроликів.
У людини ксенін циркулює в плазмі крові. Існує зв'язок між піками концентрації ксеніну в плазмі та третьою фазою мігруючого моторного комплексу. Наприклад, введення синтетичного ксеніну добровольцям натщесерце викличе активність III фази. Після їжі (« постпрандіальний стан»), введення ксеніну збільшує як частоту, так і відсоток аборально поширених скорочень. У вищих концентраціях ксенін стимулює екзокринну секрецію підшлункової залози та пригнічує стимульовану гастрином секрецію кислоти у собак. Ксенін також виробляється в нейроендокринних пухлинах слизової оболонки дванадцятипалої кишки.
Основні біологічні ролі ксеніну включають контроль енергетичного балансу та шлункового транспорту, затримку випорожнення шлунка у людини, пригнічення апетиту та регуляцію екзокринної й ендокринної функцій підшлункової залози. Крім того, ксенін здатний посилювати інсуліновидільну дію ГІП (глюкозозалежного інсулінотропного пептиду).
In vitro, ксенін взаємодіє з рецептором нейротензину 1.

## Структура та послідовність
Ксенін — це поліпептид, що складається з 25 амінокислот. Амінокислотна послідовність ксеніну ідентична N-кінцевій послідовності цитоплазматичної коатомерної субодиниці альфа, від якої ксенін може бути відщеплений аспарагіновими протеазами. Ксенін структурно споріднений з пептидом амфібій ксенопсином та нейропептидом нейротензином.
Поступаючись інсулінові, ксенін відображає другу за величиною ступінь гомології, що простежується вздовж еволюційного дерева серед регуляторних пептидів, що вказує на його виражений структурний консерватизм.

## Проксенін
Проксенін є попередником ксеніну. Це поліпептид, що складається з 35 амінокислот. Як і у випадку з ксеніном, його амінокислотна послідовність точно збігається з N-кінцем коатомерної субодиниці альфа.

## Як мішень для лікарських засобів
Ксенін сприяє виживанню бета-клітин, був досліджений на тваринних моделях ожиріння та діабету, де він продемонстрував протидіабетичний потенціал. У людей одночасне введення ксеніну-25 та гастроінгібувального поліпептиду (ГІП) знижує постпрандіальну глікемію, затримуючи спорожнення шлунка.